# Грубчак Василь Юлійович
Василь Юлійович Грубчак (нар. 30 березня 1949, Мукачево) — радянський футболіст, що грав на позиції півзахисника. Відомий за виступами за низку українських клубів різних ліг, у тому числі за донецький «Шахтар» у вищій лізі чемпіонату СРСР.

## Клубна кар'єра
Василь Грубчак народився в Мукачеві, де й розпочав заняття футболом, першим його тренером був М. М. Теллінгер. У командах майстрів Грубчак розпочав грати в 1966 році у команді радянського класу «Б» з обласного центру своєї рідної Закарпатської області Ужгорода «Верховина». Наступного року він став одним із гравців основи клубу, та отримав запрошення до клубу радянської вищої ліги «Шахтар» із Донецька. Проте в клубі вищого рангу Грубчак не зумів стати гравцем основи, і в 1970 році він стає гравцем команди другої групи класу «А» «Таврія» із Сімферополя. Це було зумовлене тим, що «Шахтар» обміняв його та Віктора Орлова на Миколу Климова та Андрія Черемісіна. У сімферопольській команді в першому ж сезоні він стає срібним призером чемпіонату УРСР з футболу. Василь Грубчак грав у «Таврії» ще протягом сезону 1971 року. а в наступному році футболіста призвали до лав Радянської Армії. Службу він проходив у на той час армійській команді другої ліги СК «Луцьк». У цей період в луцькій армійській команді виступала низка інших футболістів із Закарпаття — Емеріх Майорош, Карло Кіш, Михайло Масинець, Микола Тимчак, пізніше також Іван Шангін. У луцькому армійському клубі Грубчак грав до закінчення сезону 1973 року, після чого повернувся до своєї рідної команди — ужгородської «Говерли». В ужгородській команді Грубчак грав до закінчення сезону 1977 року. Після закінчення виступів у командах майстрів футболіст кілька років грав за аматорські клуби з Іршави «Механізатор» і «Меблевик» з Мукачева, а пізніше тренував місцеві аматорські футбольні команди.

## Особисте життя
Василь Грубчак є сином іншого колишнього футболіста ужгородського «Спартака» та мукачівського «Більшовика» Юлія Грубчака.

## Досягнення
- Срібний призер чемпіонату УРСР з футболу 1970.